# 1660
1660. је била проста година.

## Догађаји

### Април
- 1. април — Чарлс II Стјуарт је објавио декларацију из Бреде, своје услове за обнову монархије у Енглеској.

### Датум непознат
- Википедија:Непознат датум — Основано Краљевско друштво

## Рођења

### Јун
- 28. новембар — Марија Ана од Баварске, дофина Француске